# Nicella magna
Nicella magna är en korallart som beskrevs av Manfred Grasshoff 1999. Nicella magna ingår i släktet Nicella och familjen Ellisellidae. Inga underarter finns listade i Catalogue of Life.